# Boomerang (Achterbahn)
Boomerang ist die Bezeichnung eines weit verbreiteten Stahlachterbahnmodells vom Typ Shuttle Coaster des Herstellers Vekoma.
Das Besondere an der Fahrt ist, dass sie keine geschlossene Streckenführung hat. Der Zug wird erst mittels eines an einem Stahlseil angebrachten Schlittens rückwärts aus der Station auf einen 35,5 m hohen Lifthill gezogen. Oben angekommen, klinkt der Zug aus, fährt den Turm vorwärts herab, durch die Station und die folgenden Elemente, den namensgebenden Boomerang und Looping, den zweiten Lifthill hinauf. Auf diesem wird er durch einen Kettenlift bis nach oben gezogen und durchfährt die Elemente nach dem Ausklinken rückwärts, bis er in der Station abgebremst wird.
Neben dem Standardmodell gibt es mit dem Invertigo und dem Giant Inverted Boomerang zwei Versionen dieses Layouts, bei denen die Züge unter den Schienen hängen (Inverted Coaster). Eine andere Variante ohne Looping ist der Family Boomerang.
Der chinesische Hersteller Beijing Shibaolai Amusement Equipment stellt seit 2014, Nanfang Amusement Rides seit 2000 vergleichbare Achterbahnmodelle her.

## Züge
Die Züge des Boomerangs besitzen sieben Wagen mit Platz für vier Personen (zwei Reihen à zwei Personen). Dadurch ist eine maximale Kapazität von 760 Personen pro Stunde möglich. Die Züge werden ebenfalls von Vekoma gebaut. Manche Parks/Betreiber setzen jedoch auch Züge anderer Hersteller ein, so ist z. B. auf dem Boomerang im Wiener Prater seit Ende Juli 2007 ein Zug der deutschen Firma SAT Rides im Einsatz, der sich vor allem durch das Fehlen der sonst üblichen Schulterbügel auszeichnet.

## Bilder

Lifthill des Boomerang im Freizeit-Land Geiselwind
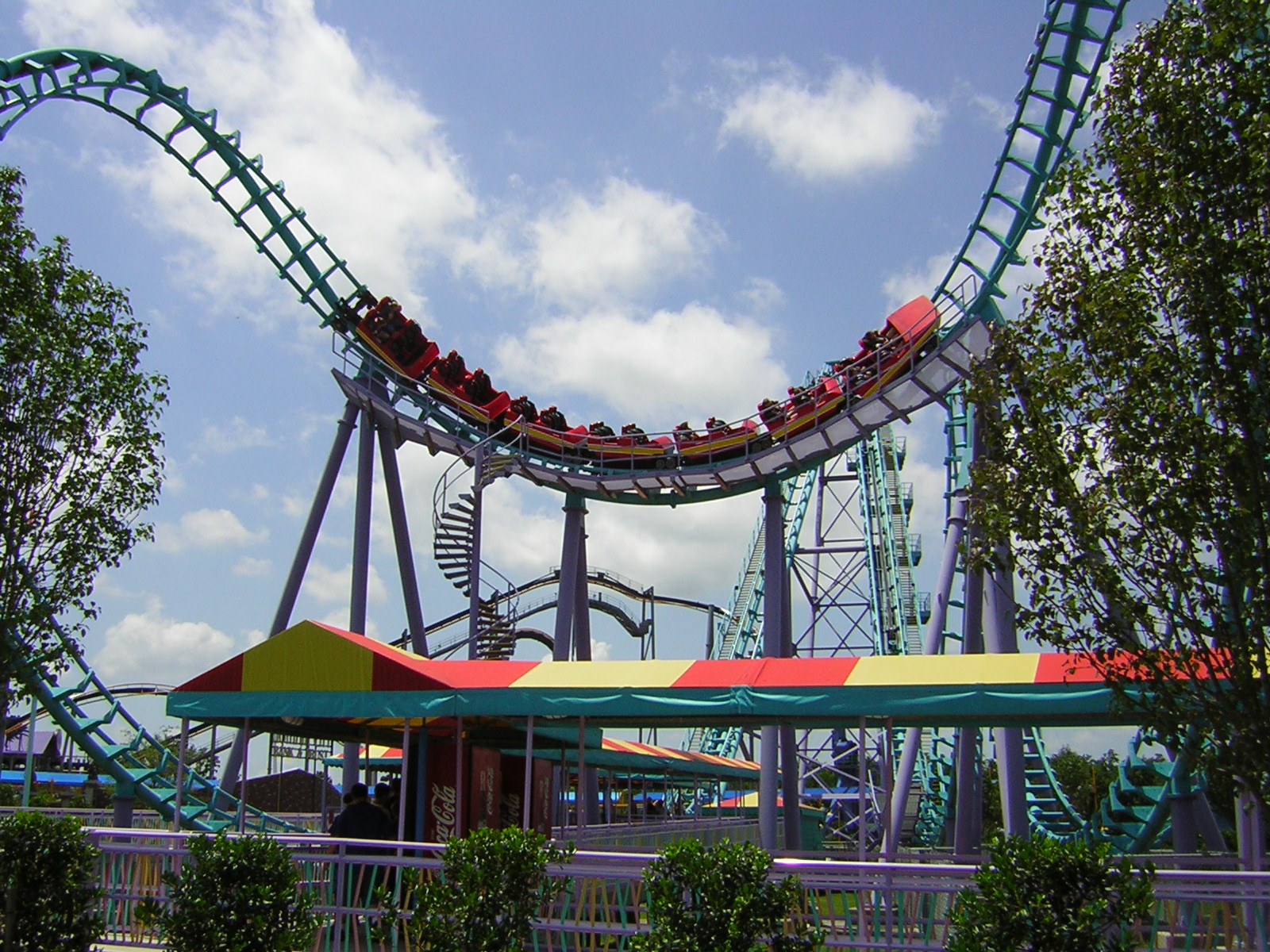
Zug beim Durchfahren des Boomerang in Six Flags New Orleans
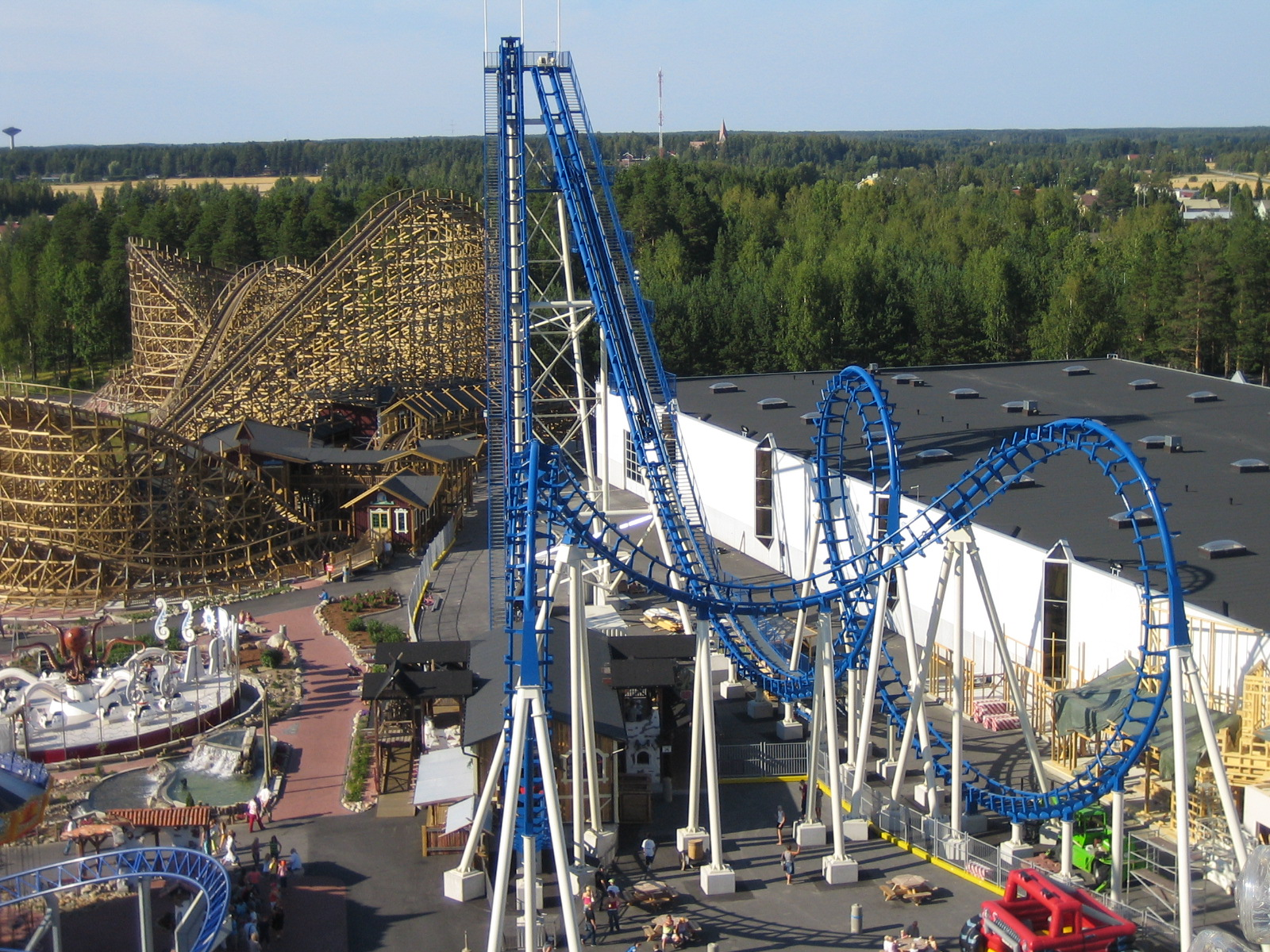
Boomerang Cobra im Powerpark in einer Gesamtansicht
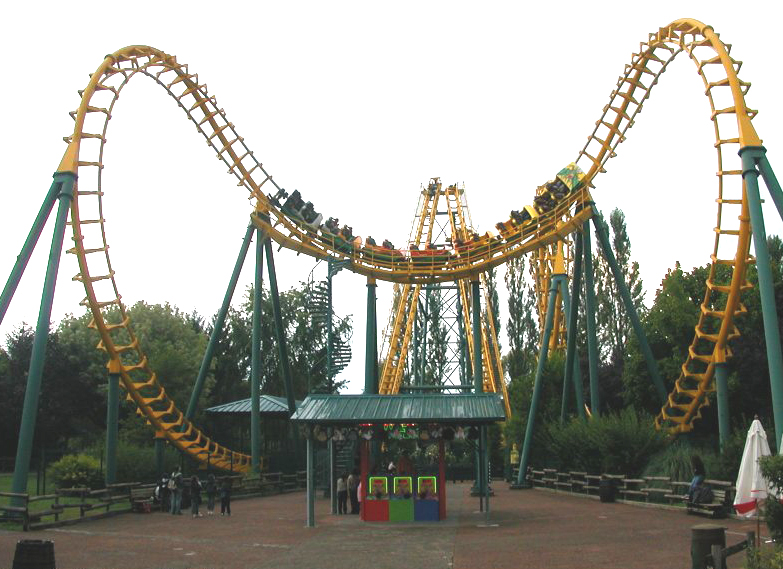
Boomerang im Walibi Rhône-Alpes
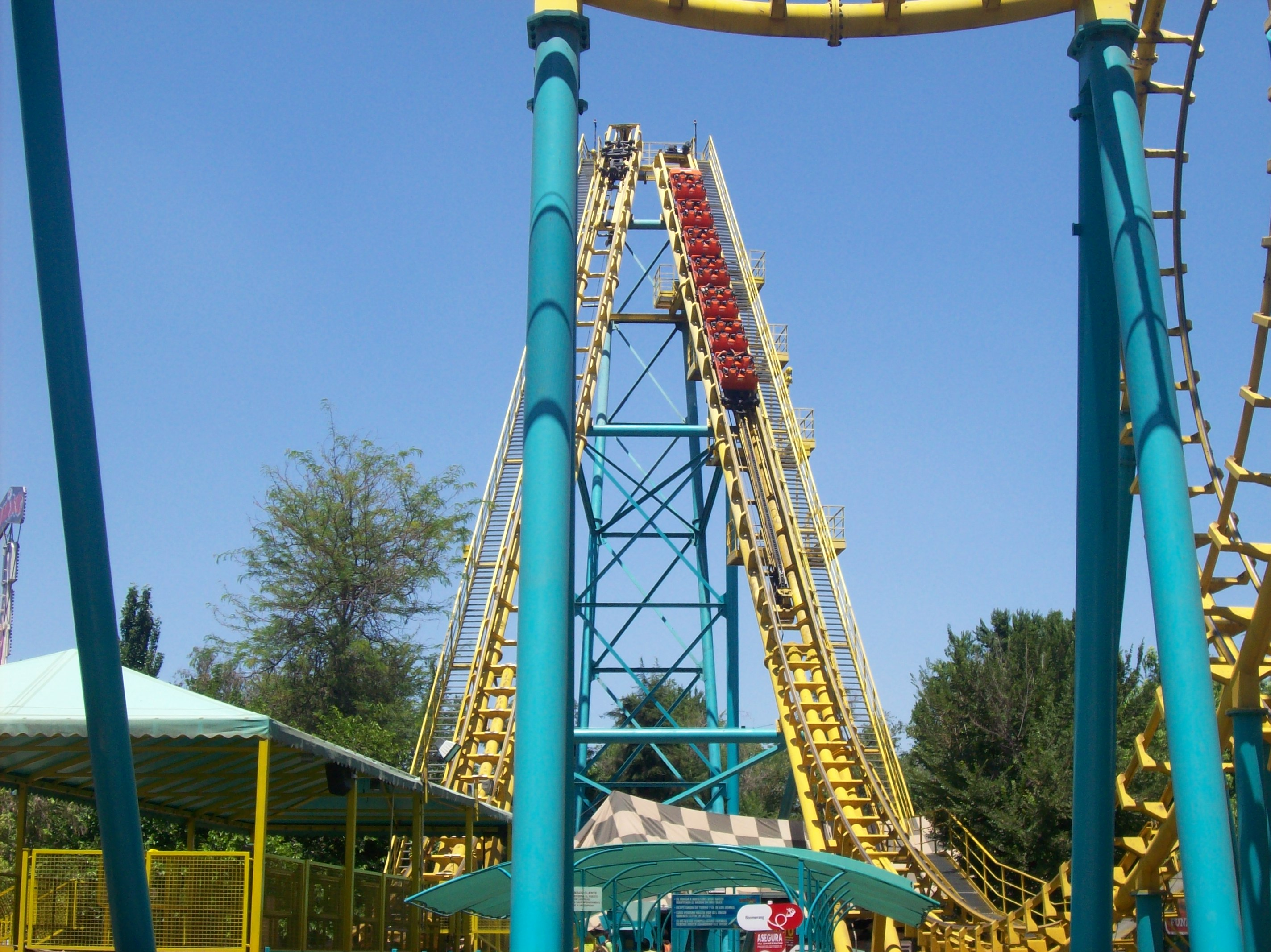
Boomerang in Fantasilandia, einem Spaßpark im O'Higgins-Park in Santiago, Chile.
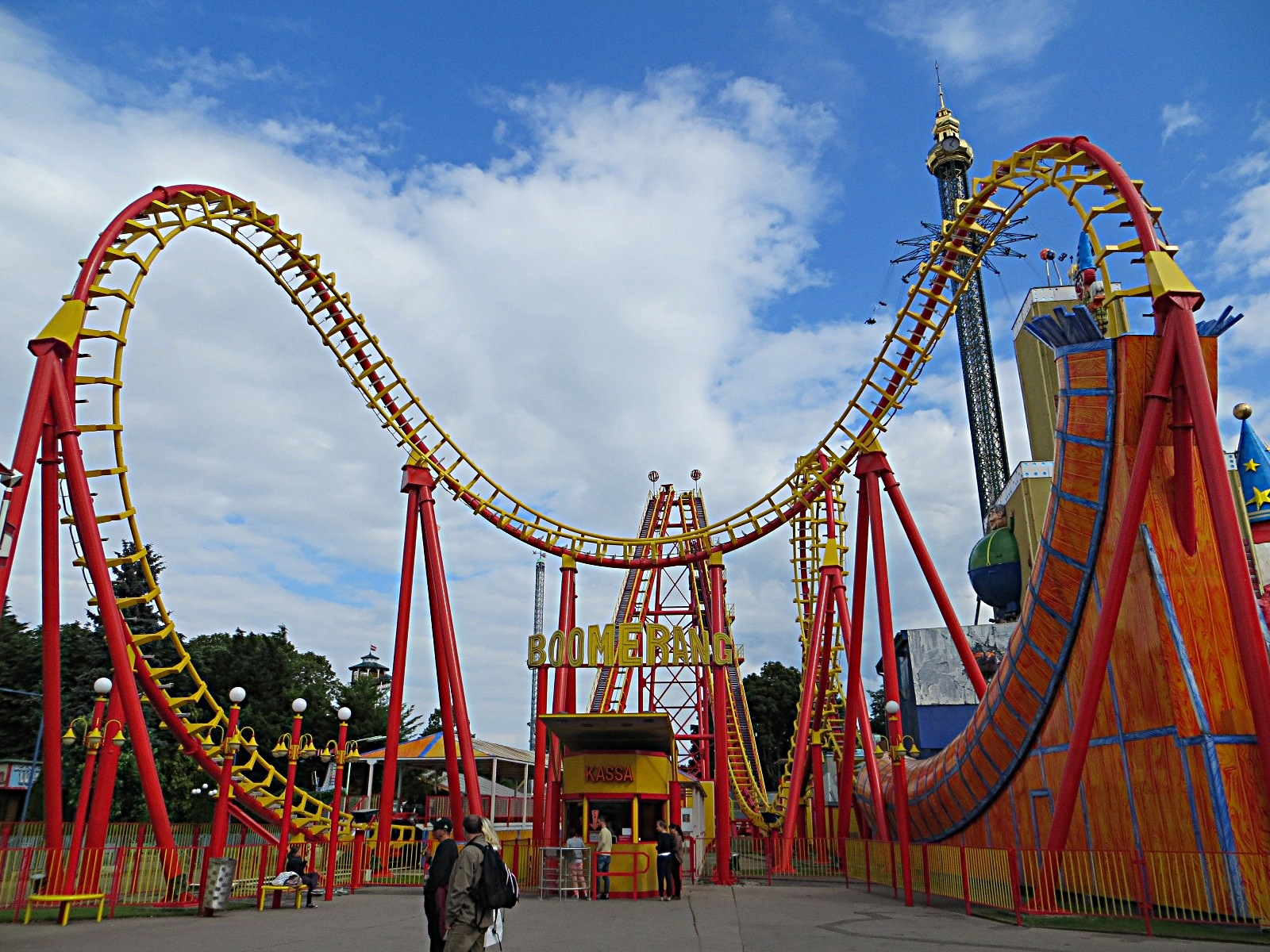
Boomerang im Wiener Prater
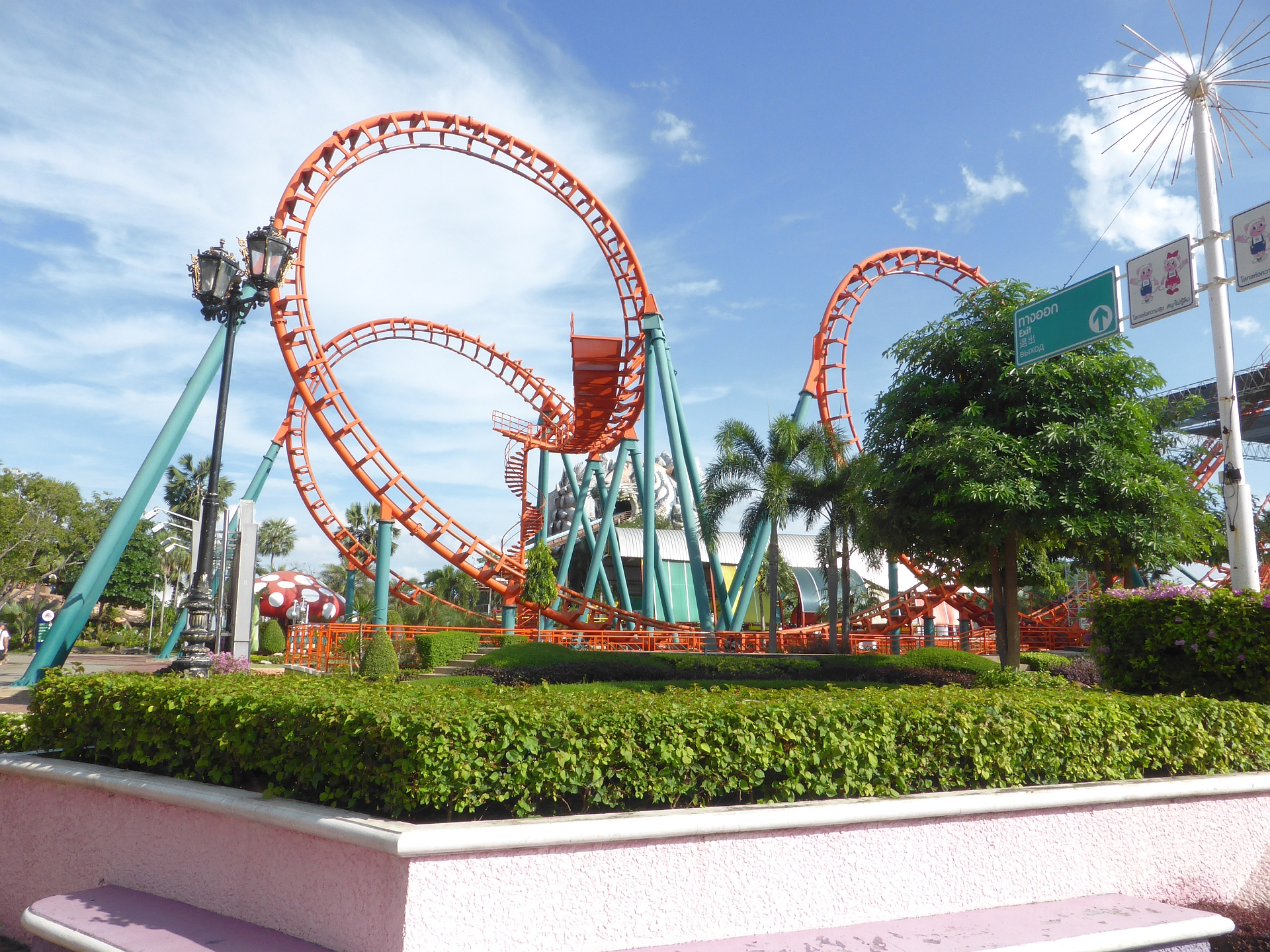
Boomerang im Siam Amazing Park
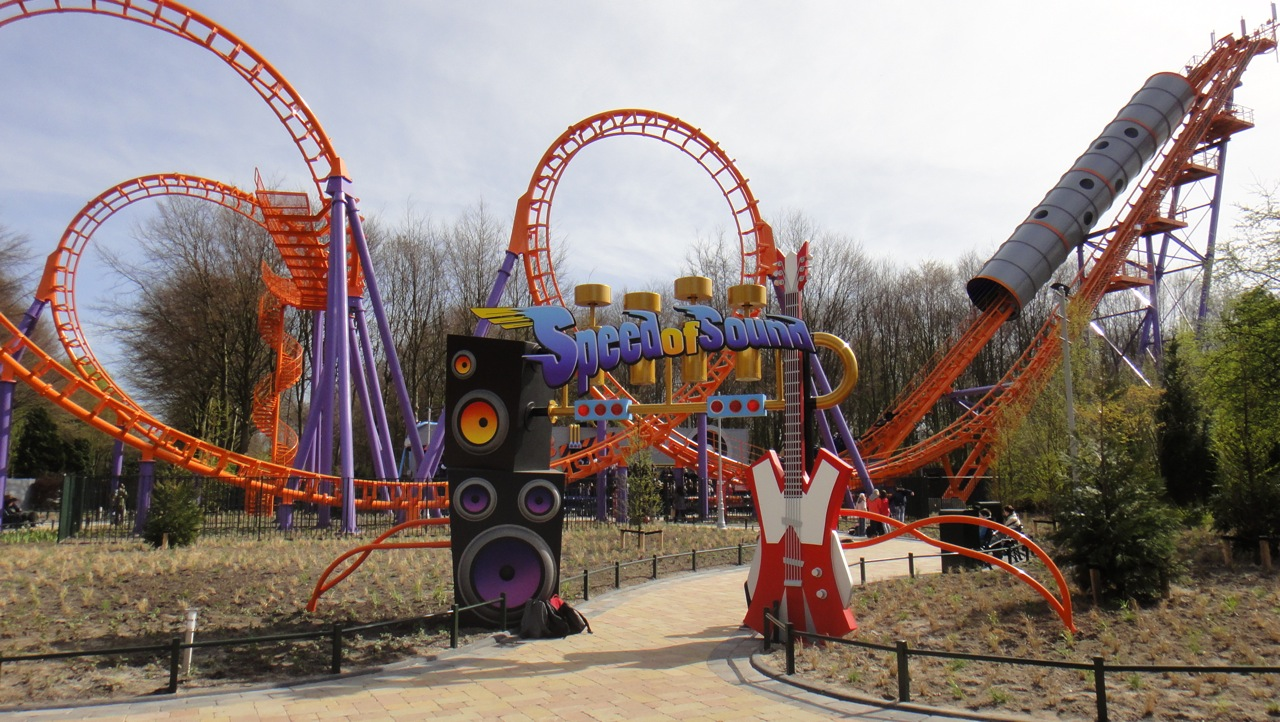
Speed of Sound in Walibi Holland
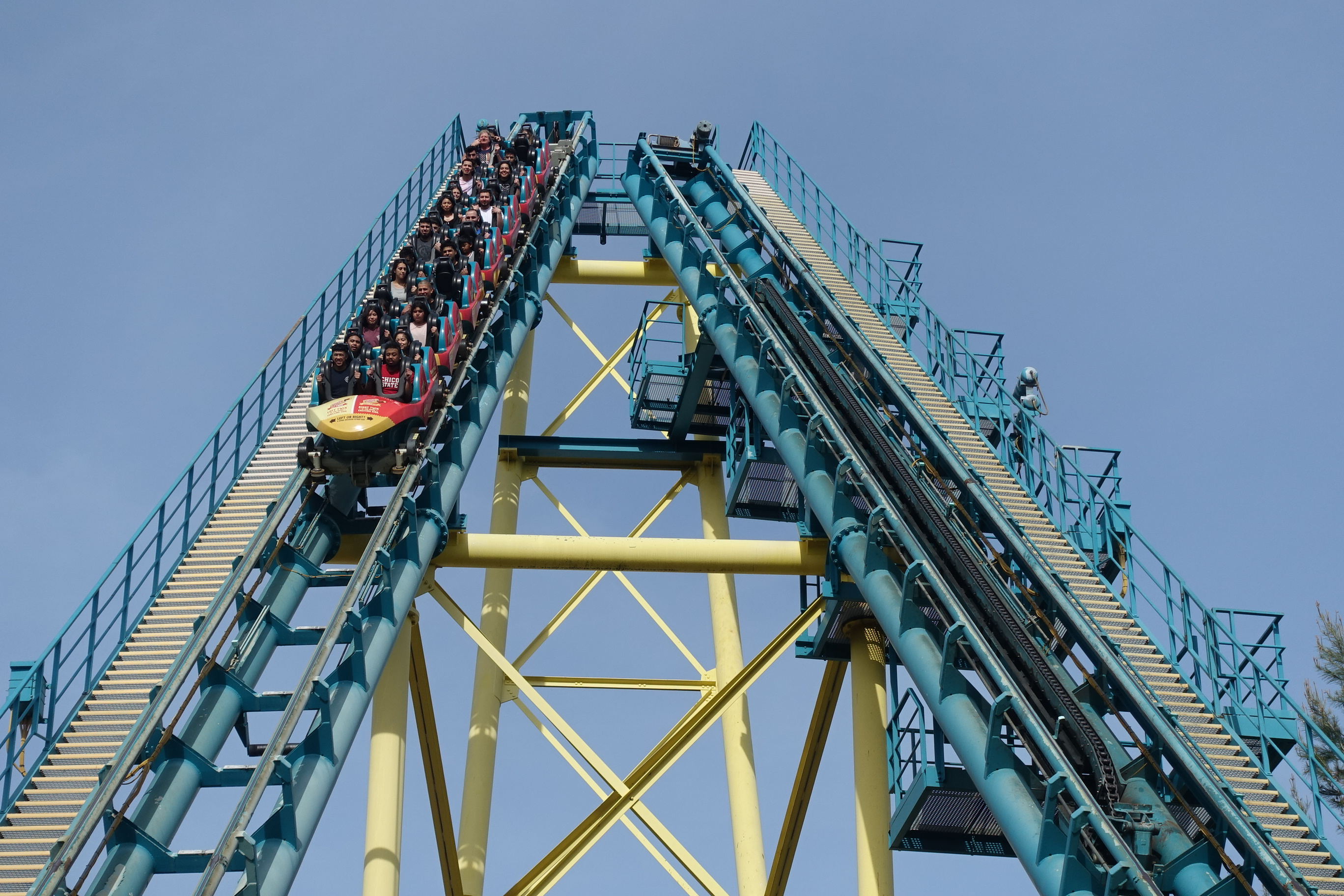
Lifthills des Boomerang in Six Flags Discovery Kingdom
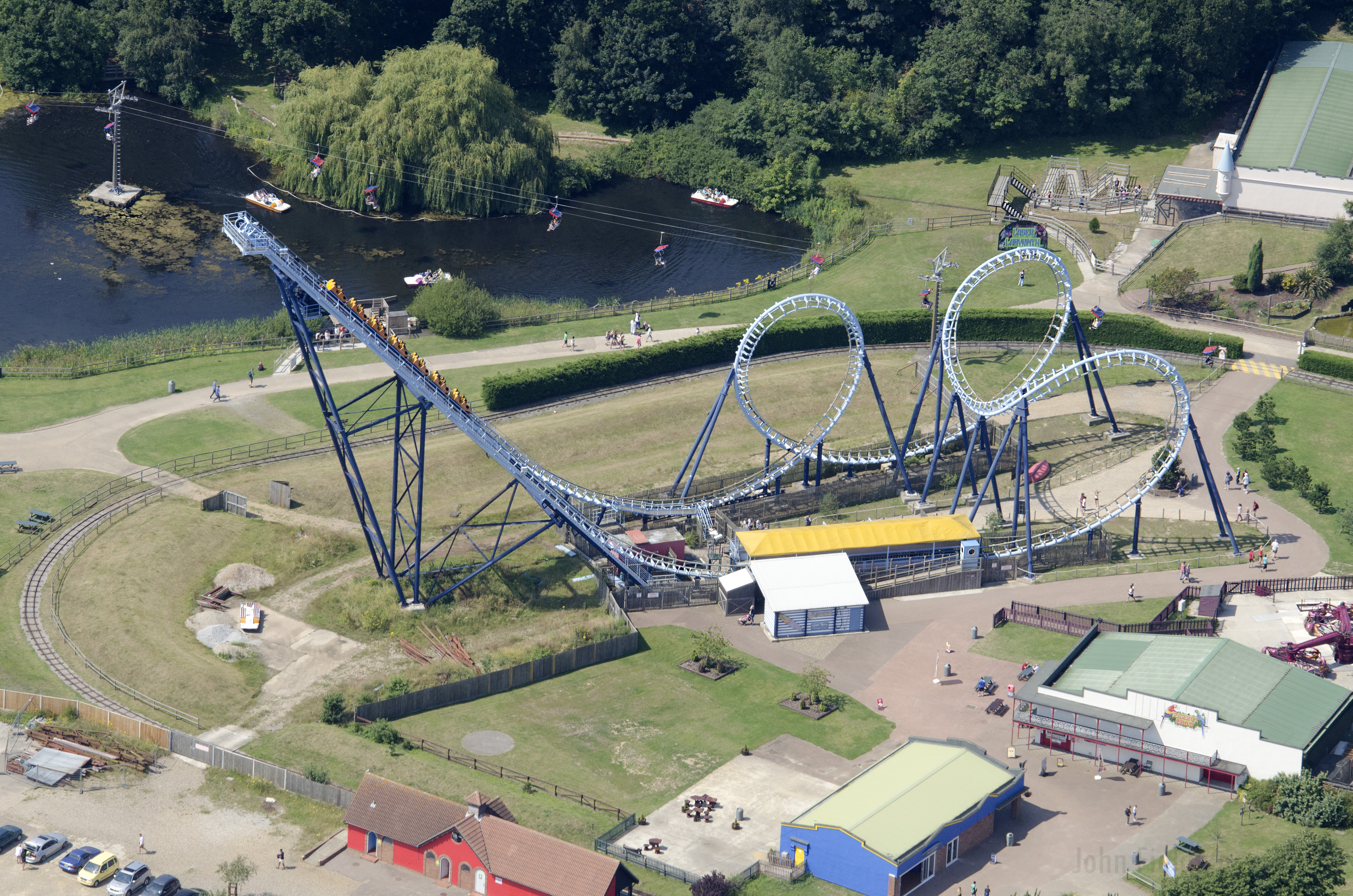
Wipeout in Pleasurewood Hills
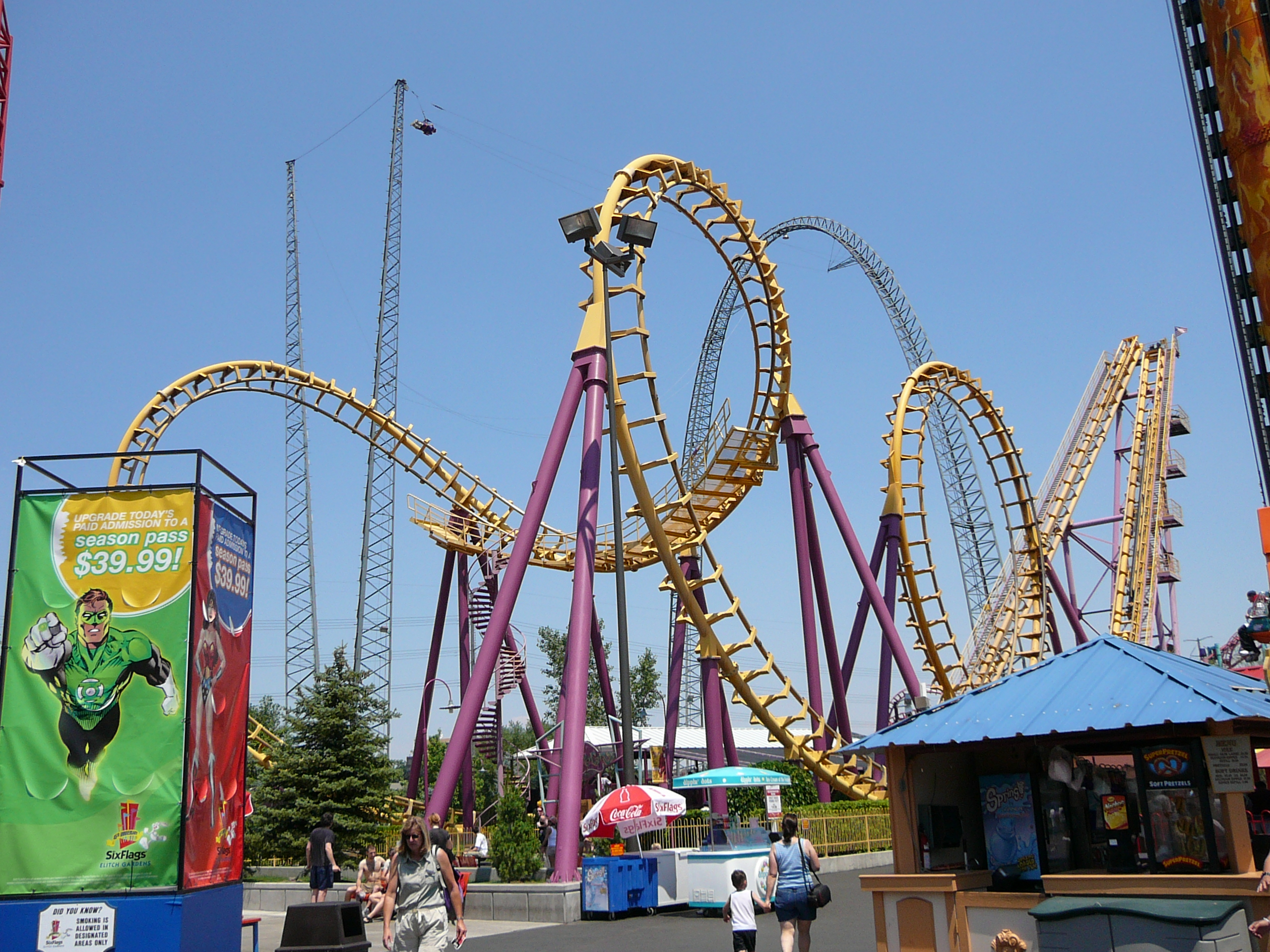
Boomerang in Elitch Gardens
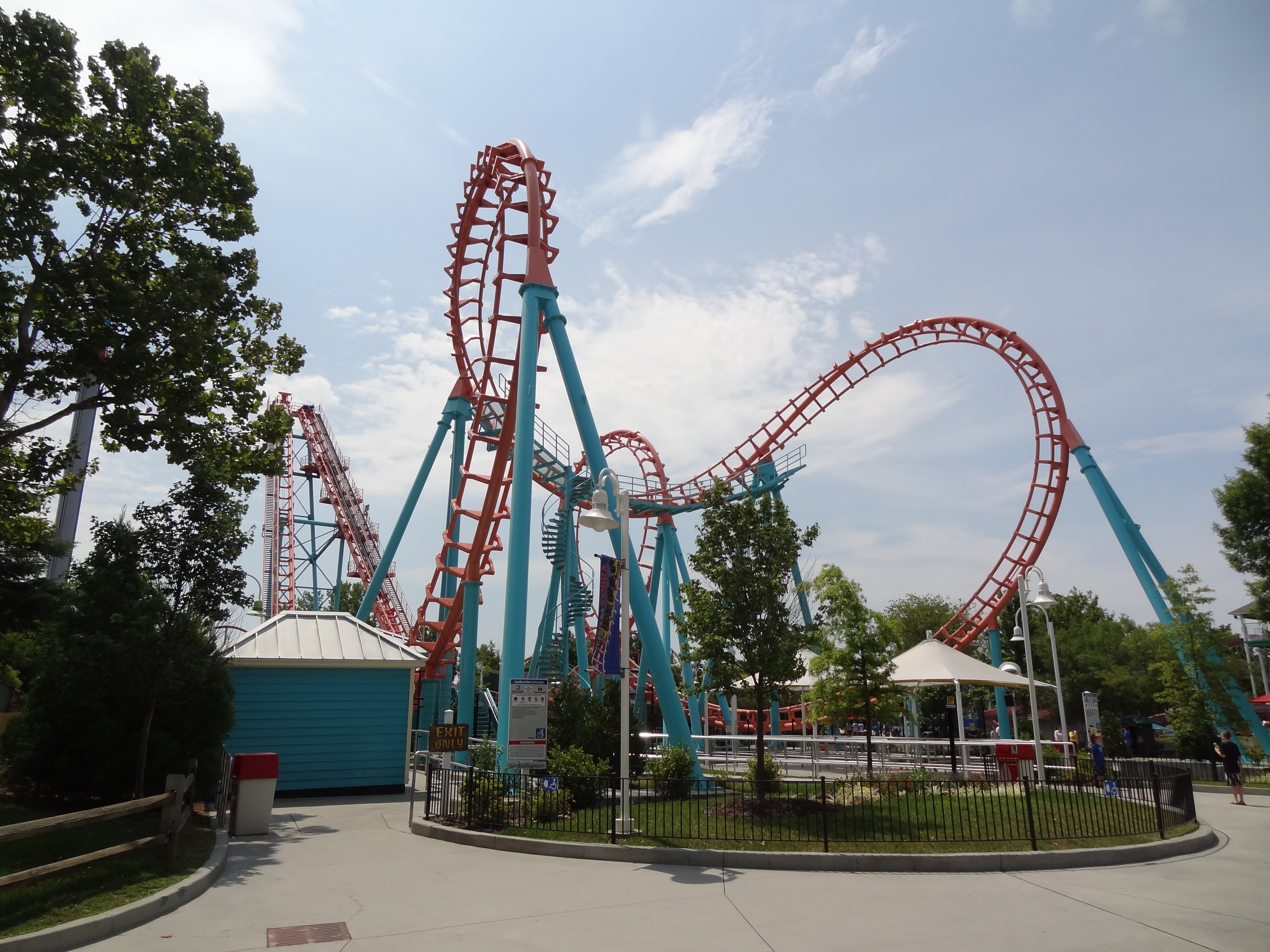
Flying Cobras in Carowinds

## Weltrekord auf einem Boomerang
Auf dem Boomerang im Freizeit-Land Geiselwind wurde am 19. August 2006 ein Rekord im Dauerachterbahnfahren aufgestellt. Der Hirschauer Stefan Seemann stellte in insgesamt 4.431 Fahrten mit einer Gesamtfahrzeit von 228 Stunden den alten Rekord, der auf der Expedition GeForce gefahren wurde, ein. Der Rekord wurde von Guinness anerkannt und ins Guinness-Buch der Rekorde übernommen. Im August 2007 wurde der Rekord vom ehemaligen Inhaber, dem Amerikaner Richard Rodriguez, mit einer Rekordfahrt im englischen Blackpool Pleasure Beach wieder gebrochen.

## Liste von Achterbahnen vom Typ Boomerang
Zurzeit gibt es weltweit 54 Auslieferungen (aktive oder im Bau). In Österreich befindet sich ein Modell im Wiener Prater.
Anlagen die versetzt wurden, werden mit dem Namen am jeweiligen Standort, teilweise mehrfach, aufgelistet.
| Achterbahn                                       | Betreiber                                                                             | Land                                      | Eröffnung                                     | Schließung                           |
| ------------------------------------------------ | ------------------------------------------------------------------------------------- | ----------------------------------------- | --------------------------------------------- | ------------------------------------ |
| Anaconda                                         | Luna Park Tel Aviv                                                                    | Israel                                    | 2000                                          |                                      |
| Bat                                              | Canada’s Wonderland                                                                   | Kanada                                    | 1987                                          |                                      |
| Boomerang                                        | Bellewaerde Park                                                                      | Belgien                                   | 1984                                          |                                      |
| Boomerang                                        | E-World                                                                               | Südkorea                                  | März 1995                                     |                                      |
| Boomerang                                        | Elitch Gardens                                                                        | Vereinigte Staaten                        | 30. April 1999                                |                                      |
| Boomerang                                        | Family Fun Tivoli Karolinelund                                                        | Irak Dänemark                             | 2015 1985                                     | 4. September 2010                    |
| Boomerang                                        | Fantasilandia                                                                         | Chile                                     | 1996                                          | 10. Januar 2015                      |
| Boomerang                                        | Geroland                                                                              | Ägypten                                   | 1997                                          |                                      |
| Boomerang                                        | Siam Amazing Park Jerudong Park Playground                                            | Thailand Brunei                           | 2007 1996                                     | 2005–2006                            |
| Boomerang unbekannter Name                       | La Ronde Tivoli (Las Palmas)                                                          | Kanada Spanien                            | 1984 unbekannt                                | unbekannt                            |
| Boomerang                                        | Parque de la Costa                                                                    | Argentinien                               | 1998                                          |                                      |
| Boomerang                                        | Six Flags Discovery Kingdom                                                           | Vereinigte Staaten                        | 27. März 1998                                 |                                      |
| Boomerang                                        | Six Flags Fiesta Texas                                                                | Vereinigte Staaten                        | 13. März 1999                                 |                                      |
| Boomerang                                        | Six Flags Mexico Rafaela Padilla                                                      | Mexiko                                    | 1988 1984                                     | 1986                                 |
| Boomerang Flashback                              | Six Flags St. Louis Six Flags Over Texas                                              | Vereinigte Staaten                        | 8. Juni 2013 18. März 1989                    | 3. September 2012                    |
| Boomerang                                        | Walibi Sud-Ouest Zygo Park                                                            | Frankreich                                | 1992 1987                                     | 1991                                 |
| Boomerang                                        | Wurstelprater in Wien                                                                 | Österreich                                | 1992                                          |                                      |
| Boomerang                                        | Wild Adventures                                                                       | Vereinigte Staaten                        | 1998                                          |                                      |
| Boomerang                                        | Worlds of Fun                                                                         | Vereinigte Staaten                        | 8. April 2000                                 |                                      |
| Boomerang Challenge Coaster Boomerang            | Trans Studio Bali Pleasure Island Family Theme Park                                   | Indonesien Vereinigtes Königreich         | 12. Dezember 2019 27. Mai 1993                | 29. Oktober 2016                     |
| Boomerang Coast to Coaster                       | Six Flags Darien Lake                                                                 | Vereinigte Staaten                        | 16. Mai 1998                                  |                                      |
| Boomerang Hyper Coaster Boomerang                | Trans Studio Cibubur Knott’s Berry Farm                                               | Indonesien Vereinigte Staaten             | 2021 6. April 1990                            | 23. April 2017                       |
| Boomerang-Roller Coaster                         | Al-Shallal Theme Park                                                                 | Saudi-Arabien                             | 2004                                          |                                      |
| Búmeran Boomerang                                | Parque Diversiones Playcenter São Paulo                                               | Costa Rica Brasilien                      | 25. November 2012 1997                        | 1. April 2012                        |
| Bumerang                                         | Tashkentland                                                                          | Usbekistan                                | 1995                                          |                                      |
| Cobra                                            | PowerLand                                                                             | Finnland                                  | 2005                                          |                                      |
| Cobra                                            | Walibi Belgium                                                                        | Belgien                                   | 26. April 2001                                |                                      |
| Flashback                                        | Great Escape                                                                          | Vereinigte Staaten                        | 23. Mai 1997                                  |                                      |
| Flashback Vampire Boomerang (unbestätigter Name) | Six Flags New England Kentucky Kingdom Nanhu Amusement Park                           | Vereinigte Staaten Volksrepublik China    | 5. Mai 2000 1990 1985                         | 1999 unbekannt                       |
| Fluch des Kraken                                 | Freizeit-Land Geiselwind                                                              | Deutschland                               | 2000                                          |                                      |
| Flying Cobras Head Spin                          | Carowinds Geauga Lake & Wildwater Kingdom                                             | Vereinigte Staaten                        | 28. März 2009 10. Mai 1996                    | 16. September 2007                   |
| Generator                                        | Walibi Rhône-Alpes                                                                    | Frankreich                                | 1988                                          |                                      |
| Jolly Rancher Remix                              | Hersheypark                                                                           | Vereinigte Staaten                        | 11. Mai 1991                                  |                                      |
| Ragin' Cajun Boomerang                           | Blue Bayou Dixie Landin' Hafan y Môr Holiday Park                                     | Vereinigte Staaten Vereinigtes Königreich | 11. Juli 2001 1987                            | 1998                                 |
| Recoil Thunderbolt                               | Wonderla Amusement Park Bangalore Aladdin’s Kingdom                                   | Indien Katar                              | 4. April 2016 1994                            | 2008–2009                            |
| Recoil Zoomerang Demon Titan                     | Wonderla Amusement Park Hyderabad Alabama Adventure Wonderland Sydney World Expo Park | Indien Vereinigte Staaten Australien      | 7. April 2016 8. Mai 2005 1992 30. April 1988 | 2011 26. April 2004 30. Oktober 1988 |
| Recoil Colossus                                  | Wonderla Amusement Park Kochi Habtoorland                                             | Indien Libanon                            | 30. August 2017 23. Dezember 2004             | 2009–2011                            |
| Sea Serpent                                      | Morey’s Piers                                                                         | Vereinigte Staaten                        | 1984                                          |                                      |
| Space Shuttle Cobra                              | Enchanted Kingdom West Midland Safari Park                                            | Philippinen Vereinigtes Königreich        | 28. Juli 1995 1985                            | 1991                                 |
| Speed of Sound                                   | Walibi Holland                                                                        | Niederlande                               | 22. April 2000                                | 2007–2010 außer Betrieb              |
| Stress Express                                   | Fantawild Asian Legend                                                                | Volksrepublik China                       | 8. August 2018                                |                                      |
| Stress Express                                   | Fantawild Adventure                                                                   | Volksrepublik China                       | 22. September 2012                            |                                      |
| Stress Express                                   | Fantawild Dreamland (Xiamen)                                                          | Volksrepublik China                       | 28. April 2013                                |                                      |
| Stress Express                                   | Fantawild Dreamland (Zhuzhou)                                                         | Volksrepublik China                       | 18. August 2016                               |                                      |
| Stress Express                                   | Oriental Heritage (Ningbo)                                                            | Volksrepublik China                       | 16. April 2016                                |                                      |
| Stress Express                                   | Oriental Heritage (Jinan)                                                             | Volksrepublik China                       | 29. April 2015                                |                                      |
| Stress Express                                   | Oriental Heritage (Wuhu)                                                              | Volksrepublik China                       | 16. August 2015                               |                                      |
| Stress Express                                   | Silk Road Dreamland                                                                   | Volksrepublik China                       | 18. Juli 2019                                 |                                      |
| Tidal Wave                                       | Trimper Rides                                                                         | Vereinigte Staaten                        | 1986                                          |                                      |
| Whirly Roller Coaster Boomerang                  | Floraland Continent Park Qingdao International Beer City                              | Volksrepublik China                       | 1. Oktober 2015 Juli 1998                     | 2010                                 |
| Wipeout Missile Coca-Cola Roller                 | Pleasurewood Hills American Adventure Theme Park Glasgow Gardens Festival             | Vereinigtes Königreich                    | 28. Juli 2007 4. Juli 1989 1988               | 2004 1988                            |
| Zoomerang                                        | Lake Compounce                                                                        | Vereinigte Staaten                        | 27. Juni 1997                                 |                                      |
| Zydeco Scream Boomerang                          | Six Flags New Orleans Parc de Montjuic                                                | Vereinigte Staaten Spanien                | 10. Oktober 2000 1990                         | August 2005 1999                     |